# Lithobates johni
Espèce
Synonymes
- Rana moorei Blair, 1947
- Rana johni Blair, 1965

Statut de conservation UICN

 VU  : Vulnérable
Lithobates johni est une espèce d'amphibiens de la famille des Ranidae.

## Répartition
Cette espèce est endémique du centre-Est du Mexique. Elle se rencontre :
- dans le sud-est de l'État de San Luis Potosí ;
- dans l'est de l'État d'Hidalgo
- dans le nord de l'État de Puebla.

## Étymologie
Cette espèce a été nommée en l'honneur de John Alexander Moore (1915-2002), un herpétologiste américain qui a participé à la découverte de cette espèce.

## Publications originales
- Blair, 1947 : A new Rana from San Luis Potosi, Mexico. American Museum Novitates, no 1353, p. 1-17 (texte intégral).
- Blair, 1965 : Rana johni, subsitute name for the frog Rana moorei Blair. Copeia, vol. 1965, no 4, p. 517.